# Apamea ferrea
Apamea ferrea là một loài bướm đêm trong họ Noctuidae.